# Vyhledávací tabulka
Vyhledávací tabulka (anglicky lookup table, LUT) je v matematické informatice datová struktura, ve které je uložen omezený počet hodnot určité funkce nebo matematické operace, takovým způsobem, aby bylo možné pro některé argumenty rychle vyhledat hodnotu funkce. Účelem vyhledávací tabulky je nahradit pomalý výpočet funkce rychlým vyhledáním hodnoty v předem připravené tabulce. Vyhledávací tabulka bývá často implementována polem, v němž se hodnota argumentu funkce (někdy určitým způsobem transformovaná) použije jako index. Z matematického hlediska je vyhledávací tabulka restrikcí zobrazení (jedné či více proměnných) na omezený definiční obor. Protože definiční obor funkce málokdy bývá konečná množina, často se hodnota funkce pro argument, který není uveden v tabulce dále dopočítává, například pomocí interpolace nebo využitím specifických vlastností funkce (například pomocí vzorců pro součet argumentů).

## Aplikace a příklady
Obecně, v počítačové grafice při vizualizaci ve 2D se zobrazovaným hodnotám určují barvy podle nějakého předpisu (realizovaném softwarově). Jde o zobrazení v nepravých barvách, používaná technika je barevná paleta.
Vědy o Zemi:
V oboru dálkového průzkumu Země lookup table udává, jak zobrazit naměřenou hodnotu (ze skeneru, radiometru). V praxi přiřazuje každé naměřené hodnotě hodnotu v rozsahu barev dle bitové hloubky. Pomocí LUT můžeme nastavit zvýraznění některých naměřených hodnot (např. barvou v šedotónovém obrazu).
Spojitá funkce je tabelována pomocí LUT v některých bodech a hodnoty jsou dopočítány například interpolací.